# يوسف الأحمد
يوسف عبد الله الأحمد دكتور في الفقه الإسلامي وناشط سعودي اشتهر بممارسته الاحتساب، حصل على دكتوراه في الفقه من قسم الفقه في كلية الشريعة بالرياض بجامعة الإمام محمد بن سعود الإسلامية وهو عضو في هيئة التدريس في نفس القسم وتولى رئاسة فريق تأليف مادة الفقه في وزارة التربية والتعليم السعودية.
اعتقل في 8 يوليو بعد أن ندد بالاعتقالات التعسفية وانتقد اعتقال زوجات وقريبات المعتقلين اللاتي اعتصمن أمام وزارة الداخلية السعودية. ولكن صدر مرسوم ملكي في عهد الملك عبد الله بن عبد العزيز بالإفراج عنه في 27 ذو الحجة 1433 هـ الموافق لـ 12 نوفمبر 2012.اعتقل مرة أخرى في عهد الملك سلمان بن عبد العزيز آل سعود في 13 سيبتمبر 2017.

## المؤهلات العلمية
في أواسط العام 1410هـ تخرج من كلية الشريعة بالرياض لمرحلة البكالوريوس، وفي عام 1417هـ نوقشت رسالته للماجستير بعنوان (أحكام قضاء الصلاة في الفقه المقارن).
ولم ينته العام 1424هـ إلا وقد أنجز رسالته للدكتوراه وكانت في مجال الفقه الطبي وكان عنوانها (أحكام نقل أعضاء الإنسان: دراسة فقهية مقارنة) وكان للرسالة مشرفان، مشرف فقهي من داخل كلية الشريعة، ومشرف طبي من خارج الكلية، وكان المشرف الطبي هو البروفيسور الطبيب د.محمد باخطمة (استشاري جراحة الكبد والقنوات المرارية بمستشفى جامعة الملك عبد العزيز بجدة)، والدكتور باخطمة شخصية متميزة في الوسط الطبي السعودي فله أكثر من سبعين بحثاً منشور في مجلات محكمة علمياً، وكانت الدراسة الفقهية لأحكام نقل الأعضاء تحتاج إلى تصور واقعي إضافة إلى توجيهات الطبيب د.باخطمة، ولذلك - لأغراض إتمام الدراسة الفقهية - فقد حضر الشيخ يوسف إحدى عشرة عملية جراحية مطولة لنقل الأعضاء، بعضها استغرق الليل كله، بحيث يستطيع أن يكتب عن أحكامها الفقهية بدقة، وقد أتم الرسالة ونوقشت في التاريخ المذكور.

## آراؤه
نشط يوسف الأحمد في عدد من القضايا الاجتماعية كغلاء مهور الزواج، كما اشتهر بآرائه الجدلية كوصفه حملة المطالبة بالسماح بقيادة المرأة للسيارة ب«المشروع التغريبي» ومطالبته بإيجاد مستشفيات خاصة بالنساء وقصر السماح للخادمات المسلمات بالعمل في السعودية ومعارضته توظيف النساء كاشيرات في الأسواق التجارية المختلطة ودعوته هدم الجزء العثماني من المسجد الحرام للتوسعة على الحجاج والمعتمرين، والفصل بين الجنسين.

## الاعتقال
اعتقل مرتين، إحداهما في 7 يوليو 2011 وبعد اعتصام أمام وزارة الداخلية السعودية في 2 يوليو واعتقال بعض النساء المشاركات فيه، نُشِر على الإنترنت مقطع فيديو ليوسف الأحمد ينتقد فيه تلك الاعتقالات. في 8 يوليو 2011 اعتقل يوسف الأحمد من منزل والده في مدينة الدمام، طالبت منظمة هيومن رايتس ووتش السلطات السعودية بإطلاق سراحه. ووجهت للأحمد اتهامات منها «التأليب ضد ولي الأمر وإثارة الفتنة والإضرار باللحمة الوطنية [...] فضلاً عن مساعدة وتأييد معتنقي فكر ومنهج تنظيم القاعدة».
صدور الحكم
صدر الحكم الابتدائي المرة الأولى في 11 أبريل 2012 بإدانة يوسف الأحمد بتهم منها «التأليب على ولي الأمر» و«الإضرار باللحمة الوطنية» و«النيل من هيبة الدولة» و«إنتاج ما من شأنه المساس بالنظام العام» و«مساعدة وتأييد معتنقي فكر ومنهج تنظيم القاعدة» وتم الحكم عليه بالسجن مدة 5 سنوات مع منع السفر لمدة 5 سنوات أخرى وتغريمة مبلغ 100 ألف ريال سعودي.
الإفراج الأول عنه
في 16 مارس 2012، أقيمت حملة على موقع التواصل الاجتماعي تويتر للمطالبة بإطلاق سراح يوسف الأحمد جعلت من كلمة "Al-Ahmad" أحد أكثر المواضيع تداولا عالميا في الموقع. بعدها 12 نوفمبر 2012 صدر قرار الإعفاء عن باقي المدة وإخراجه من السجن.

الاعتقال الثاني
تجدد اعتقاله مرة ثانية من أمام منزله ولا يزال في السجن حتى هذا الوقت.

## النشاط العلمي المسموع والمرئي
- المشاركة في الدروس والمحاضرات والدورات العلمية واللقاءات الحوارية في المساجد والقنوات الفضائية وبعضها موجود في موقع البث الإسلامي، وطريق الإسلام.
- المشاركة في برامج الفتاوى في قناة الأسرة وقناة أوطان.
- محاضرات وكلمات وبرامج مسجلة موجودة في موقع اليوتيوب.

النشاط العلمي المقروء
| - أحكام نقل أعضاء الإنسان. (رسالة الدكتوراه). - أحكام قضاء الصلاة. (رسالة الماجستير). - صوت المرأة (بحث فقهي محكم). - ضابط مسافة السفر (بحث فقهي محكم). - -وضع اللولب في الرحم لمنع الحمل (بحث فقهي محكم). - مختصر في أحكام الطهارة والصلاة. (كتاب) - أحكام يكثر السؤال عنها في رمضان الصوم والصلاة. (كتاب) - صفة الحج والعمرة. (كتاب) | - لباس المرأة دعوه للتصحيح والمراجعة. (كتاب) - ثمانون تنبيها في الحج والعمرة. (كتاب) - رسالة عاجله إلى كل معتمر (30) تنبيها حول المخالفات الشرعية للمعتمرين. (كتاب) - الانحراف العاطفي. (كتاب) - سجود السهو. (بحث) - الاختلاط وكشف العورات في المستشفيات (الواقع والعلاج). (كتاب) - قنوت النوازل. (بحث) - مسائل الإيمان وضوابط التكفير. (بحث) - حكم الاكتتاب والمساهمة في الشركات. (بحث) - وجوب لبس الجلباب وغطاء الوجه للمرأة أمام الرجال الأجانب. (كتاب) |

النشاط العلمي المسموع كثير، منه
| - . شرح العمدة لابن قدامة. - . شرح منهاج السالكين. - . شرع عمدة الأحكام. - . دورة في الحسبة (شريطان). - . دعوة الرسل. - . دور المرأة في الحسبة (شريط). - . لباس المرأة (شريط). - . بين الطبيب والمريض (شريط). - . بين الطبيبة والمريضة. | - . الانحراف العاطفي. - . ليلة الزفاف. - . صفة الحج والعمرة. - . فقه الصيام. - . أحكام يكثر السؤال عنها في رمضان (الصوم والزكاة). - . مذكرات شاطئ نصف القمر. - . هادم اللذات. - . قصة امرأة. - . لماذا الهيئة؟ |

## وصلات خارجية
- موقع يوسف الأحمد الرسمي
- صفحته على موقع طريق الإسلام
- صفحة يوسف الأحمد على فيس بوك.